# دائرة تلفزيونية

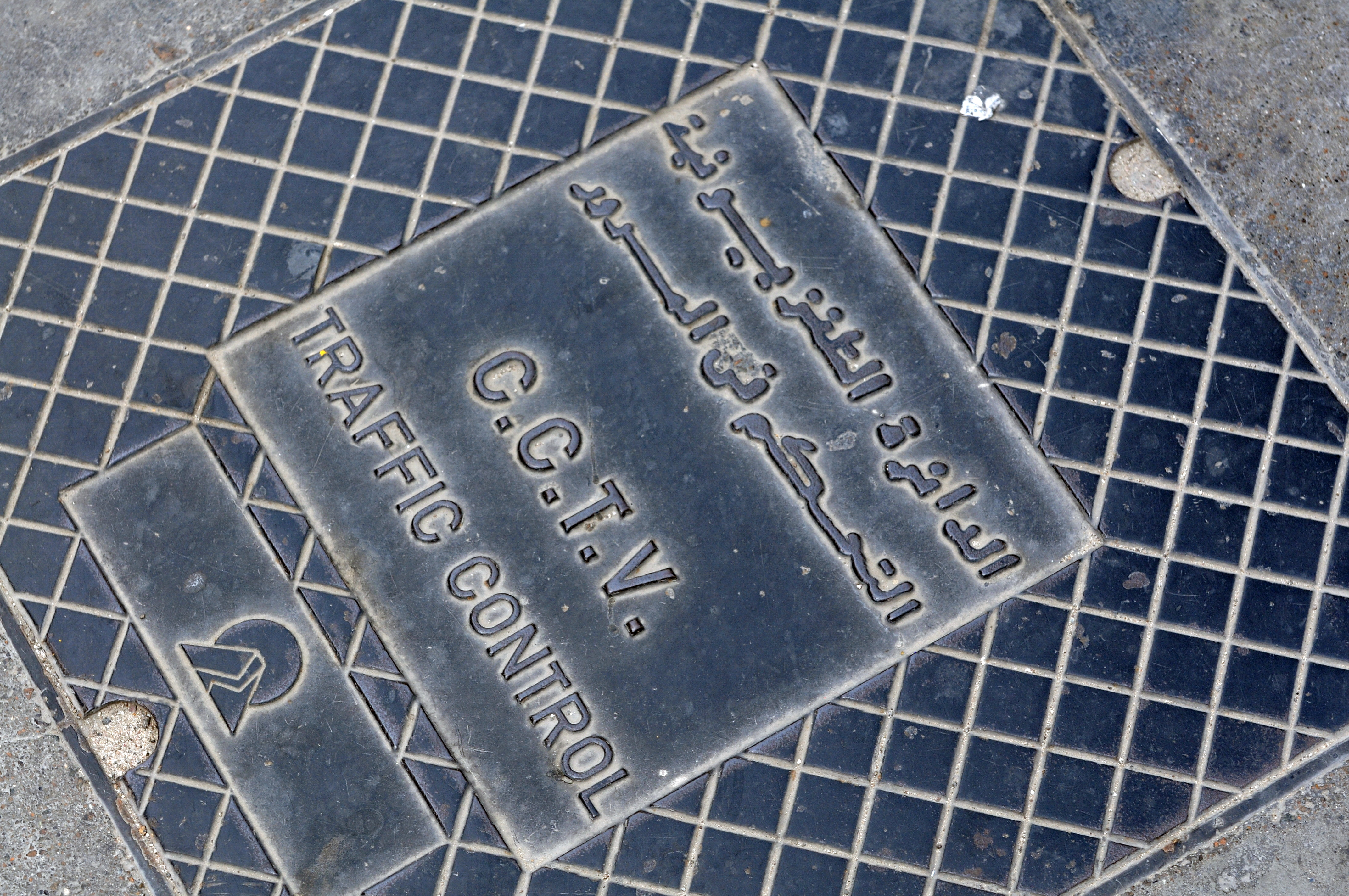
غطاء حفرة بها أسلاك دائرة تلفزيونية في أبوظبي

الدائرة التلفزيونية أو أنظمة المراقبة بالفيديو أو تلفزيون الدارة المغلقة (CCTV) تعني استخدام كاميرات الفيديو لبث إشارة إلى مكان محدد، على عدد محدود من الشاشات. يختلف عن البث التلفزيوني بأن الإشارة لا تُبث بشكل مفتوح، ولكنها يمكن أن تطبق نظام الإرسال نقطة-نقطة (بّي2بّي) أو نقطة-نقاط-متعددة (بّي2إم بّي)، أو الأسلاك المترابطة أو الوصلات اللاسلكية. ورغم دخول معظم كاميرات الفيديو ضمن هذا التعريف، إلا أن المصطلح يستخدم عادةً لكاميرات المراقبة في المناطق التي تتطلب حمايةً إضافيةً أو مراقبةً مستمرةً. رغم ندرة تسمية اتصالات الفيديو باسم الدائرة التلفزيونية، فإن من الاستثناءات استخدام الفيديو في التعليم عن بعد، حيث يشكل أداةً مهمة.
مراقبة الناس باستخدام الدائرة التلفزيونية أمر شائع في العديد من المناطق حول العالم. شكل استخدام كاميرات الفيديو المحمولة على الجسم في السنوات الأخيرة نوعًا جديدًا من المراقبة، غالبًا ما يستخدم في تطبيق العدالة، بوضع الكاميرات على صدر الشرطي أو رأسه. أثارت مراقبة الفيديو الكثير من الجدل حول موازنة استخدامها مع حق الأفراد في الخصوصية حتى في الأماكن العامة.
في المنشآت الصناعية، يمكن استخدام معدات الدائرة التلفزيونية لمراقبة أجزاء من العملية من غرفة تحكم مركزية، كما هو الحال عندما لا تكون البيئة مناسبةً للبشر. يمكن أن تعمل أنظمة الدائرة التلفزيونية بشكل مستمر أو يمكن أن تستخدم في مراقبة حدث محدد بعينه. يوفر نوع أكثر تطورًا من أنظمة الدائرة التلفزيونية، وهو استخدام مسجلات الفيديو الرقمية (دي فّي آر)، التسجيل لما قد يصل إلى العديد من السنوات، مع تنوع في الجودة وخيارات الأداء والمزايا الإضافية المتاحة (كاستشعار الحركة والتنبيها المرسلة عبر البريد الإلكتروني). أصبحت كاميرات بروتوكلات الإنترنت (كاميرات آي بّي) مؤخرًا تدعم التسجيل مباشرةً لأجهزة تخزين مرتبطة بالشبكة، أو ذواكر داخلية للعمل المستقل بالكامل، وقد تكون مدعومة بمستشعرات ميغابيكسل.
وفق أحد التقديرات، سيكون هناك مليار كاميرا مراقبة قيد الاستخدام بحلول عام 2021. نحو 65% من هذه الكاميرات مركب في آسيا. بدأ نمو أنظمة مراقبة الفيديو يتباطأ في السنوات الأخيرة. سهل تطبيق هذه التقنية نموًّا ملحوظًا في مراقبة الدول، وارتفاعًا ملحوظًا في أساليب المراقبة والسيطرة الاجتماعية المتقدمة، بالإضافة إلى العديد من إجراءات منع الجرائم في أرجاء العالم.

## تاريخها
طور نظام مراقبة فيديو ميكانيكي مبكر في يونيو 1926 من قبل الفيزيائي الروسي ليون ثيرمين. تكون النظام، والذي كان في الأصل مبنيًّا على طلب سوفييت العمل والدفاع، من كاميرا مسح وإرسال تشغل يدويًّا وجهاز إرسال لاسلكي للأمواج القصيرة ومستقبل، بدقة صورة تبلغ مئة خط. عرض جهاز ثيرمين للمراقبة الذي أشرف عليه كليمنت فوروشيلوف على جوزيف ستالين، وسيمون بوديوني، وسيرغو أوردزونيكيدزي، ورُكب لاحقًا في بلاط الكرملين في موسكو لمراقبة الزوار القادمين.
ركبت شركة سيمنس إيه جي نظام مراقبة بالفيديو مبكرًا آخر في موقف الاختبارات السابع في بينموندي، في ألمانيا النازية في عام 1942، لمراقبة إطلاق صواريخ فّي-2.
أصبح أول نظام دائرة تلفزيونية تجاري متوفرًا في الولايات المتحدة في عام 1949، وكان يدعى فّيريكون. لا يعرف الكثير عن فيريكون سوى أنه أعلن عنه على أساس أنه لا يحتاج إذنًا حكوميًّا لتشغيله.

### التكنولوجيا
تضمنت أقدم أنظمة المراقبة بالفيديو مراقبةً مستمرة لأنه لم يكن هناك طرق لتسجيل وتخزين المعلومات. سمح تطوير وسائط البكرة-لبكرة بتسجيل صور المراقبة. تطلبت هذه الأنظمة تغيير الشرائط المغناطيسية بشكل يدوي، وهي عملية كانت مكلفةً زمنيًّا وماديًّا، وغير موثوقة، باضطرار العامل لتفريغ الشريط يدويًّا من بكرة التسجيل عبر المسجل إلى بكرة آخذة فارغة. بسبب هذه العيوب، لم تنتشر أنظمة المراقبة بالفيديو آنذاك. أصبحت تكنولوجيا تسجيل أشرطة الفيديو متاحةً في سبعينيات القرن العشرين، جاعلةً من السهل تسجيل المعلومات ومسحها، وأصبح استخدام مراقبة الفيديو شائعًا أكثر.
خلال تسعينيات القرن العشرين، طُور الإرسال المتعدد الرقمي، ما سمح للعديد من أجهزة الكاميرا بالتسجيل في وقت واحد، بالإضافة إلى «التايم لابس» وتسجيل الحركة فقط. وفر هذا الوقت والمال، ما أدى إلى زيادة في استخدام أنظمة الدائرة التلفزيونية.
طورت تكنولوجيا أنظمة الدائرة التلفزيونية حديثًا بتحول نحو المنتجات والأنظمة المرتبطة بالإنترنت، وتطويرات تكنولوجية أخرى.

### التطبيق
استُخدمت الدائرة التلفزيونية كشكل من أشكال التلفزيون المسرحي القائم على الدفع مقابل المشاهدة للرياضات كالملاكمة الاحترافية والمصارعة الاحترافية، بالإضافة إلى سباق سيارات إنديانابوليس 500 من عام 1964 وحتى 1970. كانت مباريات الملاكمة تذاع تلفزيونيًّا على الهواء المباشر لعدد مختار من الأماكن، معظمها من المسارح، حيث كان يدفع المشاهدون ثمن التذاكر لمشاهدة النزالات مباشرةً. كان أول نزال يذاع عبر بث الدائرة التلفزيونية نزال جو لويس ضد جو والكوت في عام 1948. بلغت إذاعات الدائرة التلفزيونية ذروة شعبيتها أيام محمد علي في ستينيات وسبعينيات القرن العشرين، إذ شاهد نزال جورج فورمان ضد محمد علي المشهور باسم «القعقعة في الغابة» 50 مليون مشاهد عبر بث الدائرة التلفزيونية من حول العالم في عام 1974، في حين شاهد نزال محمد علي ضد جو فريزر المشهور باسم «الرعب في مانيلا» 100 مليون مشاهد عبر بث الدائرة التلفزيونية من جميع أرجاء العالم في عام 1975. في عام 1985 شاهد عرض المصارعة الاحترافية ريسلمانيا الأول أكثر من مليون مشاهد بنفس الطريقة. في عام 1996، شاهد نزال ملاكمة خوليو سيزار شافيز ضد أوسكار دي لا هويا 750,000 مشاهدًا. لجأ الناس تدريجيًّا إلى تلفزيون الكابل المنزلي على مبدأ الدفع مقابل المشاهدة بدل نظام الدائرة التلفزيونية في ثمانينيات وتسعينيات القرن العشرين.
في سبتمبر 1968، كانت أوليان في ولاية نيويورك أول مدينة في الولايات المتحدة تنصب كاميرات فيديو على امتداد شارعها التجاري الرئيسي في جهد منها لمكافحة الجريمة. كذلك حدث في ساحة التايمز في مدينة نيويورك في عام 1973. نصبها قسم شرطة نيويورك لتثبيط الجرائم التي كانت تحدث بشكل متزايد في المنطقة؛ ولكن معدلات الجرائم بدا أنها لم تنخفض بشكل كبير بسبب تنصيب كاميرات المراقبة. رغم ذلك، بدأت كاميرات المراقبة بالفيديو بالانتشار في ثمانينيات القرن العشرين على امتداد الولايات المتحدة الأمريكية مستهدفةً الأماكن العامة بشكل رئيسي. نظر إليها باعتبارها طريقة أرخص لتثبيط الجرائم مقارنةً بزيادة الطاقة الاستيعابية لأقسام الشرطة. بدأت بعض الأنشطة التجارية كذلك، وخاصةً تلك المعرضة للسرقة، باستخدام مراقبة الفيديو. بدأت أقسام الشرطة على امتداد الدولة منذ منتصف تسعينيات القرن العشرين بزيادة عدد الكاميرات في العديد من المساحات العامة بما فيها المشاريع السكنية، والمدارس، والحدائق العامة. أصبحت أنظمة الدائرة التلفزيونية المغلقة لاحقًا شائعةً في المصارف والمتاجر لتثبيط السرقات، عن طريق تسجيل أدلة تدين النشاط الإجرامي. في عام 1998، كان 3000 نظام دائرة تلفزيونية مغلقة يعمل في مدينة نيويورك وحدها.
أدت التجارب في المملكة المتحدة (بريطانيا) خلال سبعينيات وثمانينيات القرن العشرين، بما فيها أنظمة الدائرة التلفزيونية المغلقة في بورنموث في عام 1985، إلى العديد من برامج التجريب الأكبر في ذلك العقد. كان الاستخدام الأول من قبل حكومة محلية في كينغ لين، نورفولك، في عام 1987.